# Eleccions al Parlament Europeu de 1979 (Dinamarca)
Les eleccions al Parlament Europeu de 1979 a Dinamarca van ser les eleccions celebrades el 7 de juny per a escollir als 16 eurodiputats danesos per a la I legislatura del Parlament Europeu. Amb un total d'11 llistes de candidats, la participació electoral va ser del 47,8% a territori continental i del 33,48% a Groenlàndia, inferior al 61,6% del total de les Comunitats Europees.

## Llistes electorals
A la circumscripció electoral de Dinamarca, es van presentar un total de 11 llistes de candidats i es van establir un total de dos aliances:
- Aliança 1 amb el Partit Popular Conservador, els Demòcrates de Centre, el Partit Popular Cristià i el Partit de Justícia.
- Aliança 2 amb l'Esquerra, el Partit Popular Socialista, el Moviment Popular Contra la CEE i L'Esquerra Radical.

A més, es van presentar sense cap aliança els Socialdemòcrates, el Partit del Progrés i els Socialistes d'Esquerra.
A la circumscripció electoral de Groenlàndia, es van tornar a presentar dues llistes, la socialdemòcrata Siumut (que formava part de la Confederació dels Partits Socialistes de la Comunitat Europea) i la liberal-conservadora Atassut.

## Resultats a Dinamarca
Els Socialdemòcrates amb tres eurodiputats en territori continental i el 21,92% dels vots van guanyar les eleccions per davant del Moviment Popular Contra la CEE, que va obtenir 4 escons i un 20,96% dels vots. L'Esquerra amb tres parlamentaris, el Partit Popular Conservador amb dos i els Demòcrates de Centre, el Partit del Progrés i el Partit Popular Socialista, amb un representant cadascú, van ser la resta de candidatures que van entrar al Parlament Europeu.
| Candidatura                    | Facció europea        | Sufragis  | Sufragis | Escons      | Escons      |
| Candidatura                    | Facció europea        | Vots      | %        | Dip.        | Dif.        |
| ------------------------------ | --------------------- | --------- | -------- | ----------- | ----------- |
| Socialdemòcrates               | UPSCE                 | 382.487   | 21,92%   | 3           |             |
| Moviment Popular Contra la CEE |                       | 365.760   | 20,96%   | 4           |             |
| Esquerra                       | LDE                   | 252.767   | 14,48%   | 3           |             |
| Partit Popular Conservador     |                       | 245.309   | 14,06%   | 2           |             |
| Demòcrates de Centre           | PPE                   | 107.790   | 6,18%    | 1           |             |
| Partit del Progrés             |                       | 100.702   | 5,77%    | 1           |             |
| Partit Popular Socialista      |                       | 81.991    | 4,70%    | 1           |             |
| Socialistes d'Esquerra         |                       | 60.964    | 3,49%    |             |             |
| Partit de Justícia             |                       | 59.379    | 3,40%    |             |             |
| L'Esquerra Radical             |                       | 56.944    | 3,26%    |             |             |
| Partit Popular Cristià         |                       | 30.985    | 1,78%    |             |             |
| Vots a candidatures            | Vots a candidatures   | 1.745.078 | 97,96%   | 15          |             |
| Vots en blanc                  | Vots en blanc         | 29.679    | 1,66%    | Folketinget | Folketinget |
| Vots nuls o no vàlids          | Vots nuls o no vàlids | 6.747     | 0,38%    | Folketinget | Folketinget |
| Vots emesos                    | Vots emesos           | 1.781.504 | 47,82%   | Folketinget | Folketinget |
| Cens total                     | Cens total            | 3.725.235 |          | Folketinget | Folketinget |

## Resultats a Groenlàndia
A Groenlàndia va guanyar el Siumut amb un 55,27% i va aconseguir l'única acta en joc per a l'illa.
| Candidatura           | Facció europea        | Sufragis | Sufragis | Escons      | Escons      |
| Candidatura           | Facció europea        | Vots     | %        | Dip.        | Dif.        |
| --------------------- | --------------------- | -------- | -------- | ----------- | ----------- |
| Siumut                | UPSCE                 | 5.118    | 55,27%   | 1           |             |
| Atassut               |                       | 4.142    | 44,73%   |             |             |
| Vots a candidatures   | Vots a candidatures   | 9.260    | 94,76%   | 1           |             |
| Vots nuls o no vàlids | Vots nuls o no vàlids | 512      | 5,24%    | Folketinget | Folketinget |
| Vots emesos           | Vots emesos           | 9.772    | 33,48%   | Folketinget | Folketinget |
| Cens total            | Cens total            | 29.188   |          | Folketinget | Folketinget |